# Blue Sky (西城秀樹の曲)
「Blue Sky」（ブルー・スカイ）は、西城秀樹の59枚目のシングル。1988年4月1日にRCAから発売された。

## 解説
- アルバム『33才』からの先行シングルで、作詞はなかにし礼、作曲は井上大輔である[2]。
- ジャケット写真にはオーストラリアのゴールドコーストで撮影されたものが使われた。なお、本作からシングルCDも発売されるようになった。
- アサヒビール「アサヒ生ビール」のCMソングとなった[2]。
- 井上大輔は自身のアルバム『BLUE』(1988年)で、本作とC/Wの「海辺の家」をセルフカバーしている。

## 収録曲
（全作詞：なかにし礼／作曲：井上大輔）
1. Blue Sky
編曲：村松邦男
2. 海辺の家
編曲：鷺巣詩郎

## 収録アルバム
- 『33才』